# 是的团结为了匈牙利运动
是的团结为了匈牙利运动（匈牙利語：Igen Szolidaritás Magyarországért Mozgalom，缩写为ISZOMM）是一个匈牙利的民主社会主义政党，由萨尼·蒂博于2020年3月6日创建。该党与匈牙利工人党组成左翼分子联盟。该党是欧洲左翼党的伙伴。